# Rubén Darío Jaramillo Montoya
Rubén Darío Jaramillo Montoya (* 15. August 1966 in Santa Rosa de Cabal, Departamento de Risaralda) ist ein kolumbianischer Geistlicher und römisch-katholischer Bischof von Buenaventura.

## Leben
Rubén Darío Jaramillo Montoya empfing am 4. Oktober 1992 das Sakrament der Priesterweihe.
Am 30. Juni 2017 ernannte ihn Papst Franziskus zum Bischof von Buenaventura. Der Bischof von Pereira, Rigoberto Corredor Bermúdez, spendete ihm am 29. Juli desselben Jahres die Bischofsweihe; Mitkonsekratoren waren der Erzbischof von Cali, Darío de Jesús Monsalve Mejía, und der emeritierte Bischof von Buenaventura, Héctor Epalza Quintero PSS.